# Marin Preda
Marin Preda (Siliștea Gumești, 1922. augusztus 5. – Mogoșoaia község, 1980. május 16.) román regényíró és a Cartea Românească kiadó igazgatója volt. Egyesek a második világháború utáni román irodalom legjelentősebb regényírójának tartják. Ugyanakkor a posztszocialista Romániában ambivalens megítélést is kivívott: Preda utolsó regénye, a Cel mai iubit dintre pământeni („A földiek legkedvesebbje”), amely mindössze néhány hónappal halála előtt jelent meg, merész kritikája a romániai kommunizmus kezdeteinek; ezzel szemben Preda a szocialista Romániában a pártvezetők körében nagyra becsült volt, magas kitüntetéseket kapott, és nem a rendszer nyílt ellenzékeként pozicionálta magát. Halálakor Marin Preda a Nagy Nemzetgyűlés tagja volt.

## Életrajza

### Gyermekkora
Preda Teleorman megyében, egy Siliștea Gumești nevű faluban született, Tudor Călărașu szántóvető és Joița Preda fiaként. Törvényesen anyja nevét viselte, mivel szülei nem kötöttek törvényes házasságot, mivel Joița háborús özvegy volt, és egy második házasság érvénytelenítette volna a nyugdíját.
Joițának első házasságából két lánya született: Măria (becenevén Alboaica) és Mița (Tita). Tudor Călărașu szintén özvegy volt, és első házasságából három fia született: Ilie (Paraschiv), Gheorghe (Achim) és Ion (Nilă). A két házastárs családjában is születtek: Ilinca, Marin és Alexandru (Sae).
Marin Preda gyermekkorát ebben a nagy, vidéki családban töltötte, amely — annak ellenére, hogy két földterületet birtokolt — nem rendelkezett anyagi biztonsággal.

### Iskolái
1929 szeptemberében Ionel Teodorescu tanító beíratta Marin Predát az első osztályba, de Preda apja nem engedte, mert általában csak 8 éves korában íratta be gyermekeit. A következő évben Predát újra beíratta szülőfalujában az első osztályba. A család vidéki életmódja miatt Preda otthon mezőgazdasági munkákban vett részt, ami azt jelentette, hogy gyakran hiányzott az iskolából. Fokozatosan azonban bebizonyosodott, hogy évfolyama legjobb tanulói közé tartozik, és tanulmányi sikereiért díjazták (ezt a gyermekkori jelenetet később Moromeții című regényében idézte fel).
Az 1933-1934-es év (4. osztály) volt az egyik legnehezebb a diák életében: apja nem tudott többé tankönyveket vásárolni, és maláriás lett. Egy tanárnő közbenjárásának köszönhetően Preda könyveket kapott kölcsön, és be tudta fejezni a tanévet. Amikor a falujában nem talált iskolaszereket, a szomszédos településekről kölcsönzött tankönyveket. Többszöri könyörgéssel és ragaszkodással ígéretet kapott az édesanyjától, hogy meggyőzi az apját, hogy küldje őt egy tanítóképzőbe.
1934 és 1937 között az ötödiktől a hetedik osztályba járt, ahol a szomszédos Balaci faluból származó Ion Georgescu tanította. A tanár még idős korában is emlékezett arra, hogy Marin Preda diák „álmodozó volt az osztályteremben”, de „jól teljesített írásban”, és hogy egy adott, a fejedelemségek uniójáról szóló témában Preda „szenzációs munkát” végzett.
A 7. osztályt 9,78-as átlaggal zárta. Preda érettségi vizsgáját a Ciolănești-i Központi Iskolában (egy Siliștea Gumești-től tíz kilométerre fekvő község) tette le. Június 18-án Preda megkapta az érettségi 71-es számú bizonyítványát, amelynek minden osztályban az általános átlaga 9,15 volt.

### Elhagyja szülőfaluját
1937-ben, elkerülve az alexandriai tanítóképzőt, ahol a tandíj túl magas volt, Preda inkább Câmpulung-Muscelben próbált iskolába járni, de az orvosi vizsgálaton rövidlátás miatt elutasították. Édesapja ekkor megpróbálta kereskedelmi iskolába küldeni, azonban egy könyvtáros, Constantin Păun Miroși-ból közbelépett, és Predát Abrudba küldte iskolába, ahol az ösztöndíjvizsgán 10-es osztályzatot kapott. Preda hamarosan beilleszkedett a mindennapi életbe egy pedagógiai intézetben. A tanárok meg voltak vele elégedve, és jól kijött erdélyi kollégáival; 1939-ben a téli szünidőt egy abrudi kollégájával töltötte.
1939 őszén áthelyezték a Cristur-Odorhei iskolába, ahol még egy évig folytatta tanulmányait. Akárcsak Abrudbányán, itt is különös érdeklődést mutatott a történelem, a román nyelv és a matematika iránt. Az iskolában működő Irodalmi Társaság összejövetelein felfigyelt rá Justin Salanțiu tanár, aki megjósolta, hogy „nagy író lesz belőle”. Az Irodalmi Társaságban írt és felolvasott néhány rövid vázlatot, amelyeket beválogattak az iskola irodalmi folyóiratába, de a változó romániai politikai körülmények miatt a folyóirat megszűnt, és írásai nem jelentek meg. Az erdélyi három évet később a Viața ca o pradă („Az élet mint préda”) című félig önéletrajzi regényében és a Cel mai iubit dintre pământeni („A földiek legkedvesebbje”) című regényében idézte fel. 1940-ben, a második bécsi döntést követően, amely Erdély egyes részeit Magyarországhoz csatolta, Preda Bukarestben kezdett iskolába járni.
1941 januárjában szemtanúja volt a légióslázadás viharos eseményeinek és annak Ion Antonescu általi leverésének. Kapcsolatot tartott az erdélyi menekültekkel, és találkozott a Bukarestben letelepedett katonákkal. Három évtizeddel később ezeket az eseményeket a Viața ca o pradă és Delirul („Delírium”) című műveiben mesélte el.
Az 1940-1941-es tanév végén az iskola igazgatójának segítségével készségvizsgát tett, de anyagi nehézségek miatt kimaradt az iskolából.
A nyár folyamán Preda nem tért vissza szülőfalujába: „Az volt a benyomásom, hogy ha visszatérek, nem tudok majd elmenni”. Nem sikerült semmit sem publikálnia, és még munkát sem talált, Marin Preda egyre nehezebbnek találta: „Képtelen vagyok visszaemlékezni és megérteni, hogyan tudtam élni, milyen forrásokból, 1941-1942 egész őszén és egész telén. Csak összefüggéstelen, természetellenes dolgok ... Nem volt hol aludnom, egész Bukarestben havas eső esett, és megállás nélkül gyalogoltam a villamossal a Gara de Nordtól a Gara de Estig. Egész nap és egész éjjel.” Néha meglátogatta testvérét, Nilăt, egy apró padlásszobában, ahol „órákra elveszett, könyökét a nyaka alá szorítva”.
Geo Dumitrescu román költő a Sârmă ghimpată („Szögesdrót”) című gyűjteményes verseskötetébe Preda „A vándorló fiú visszatérése” című versét is be akarta illeszteni, de a gyűjteményt betiltották a nyomtatásból. 1941-ben, szintén Geo Dumitrescu révén, Preda a Timpul című újsághoz került korrektornak.

## Irodalmi tevékenysége
1942 áprilisában Preda a Timpul című újságban megjelent „Părlitu” („Megégett”) című vázlatával debütált a könyvkiadásban, amelyet Miron Radu Paraschivescu költő támogatott. Húszévesen debütált, és bizalmat adott neki az írói munkásságában, majd folytatta a vázlatok és történetek publikálását, többek között a „Strigoaica” („Az élőhalott”), a „Salcâmul” („Az akác”), a „Calul” („A ló”), a „Noaptea” („Az éjszaka”) és a „La câmp” („A mezőn”) című novellákat.
Preda szeptemberben lemondott a Timpulnál betöltött korrektori állásáról. Rövid ideig a Statisztikai Intézet köztisztviselője volt. Eugen Lovinescu kritikus ajánlására Ion Vinea költő alkalmazta szerkesztőségi titkárnak az Evenimentul zilei („Mai esemény”) című laphoz.
1943 márciusában rovatot írt a Vremea războiului („A háború ideje”) című újságba. Az Evenimentul zilei áprilisban megjelentette a „Rotila” című vázlatát. Preda részt vett az Eugen Lovinescu által vezetett Sburătorul („Repülős”) irodalmi kör több találkozóján, ahol „Calul” című novellája élénk benyomást keltett, és felkeltette Dinu Nicodin tetszését, aki nagy összegért megvásárolta a kéziratot. A novella szerepelt Preda bemutatkozó kötetében, az 1948-ban megjelent Întâlnirea din pământuri („Találkozás a földeken”) című kötetben. A kötet már előrevetítette Preda meghatározó önéletrajzi, „légy a falon” elbeszélésmódját: a címadó novellában a kritikusok azonnal felismerték a szerző apját, aki a Moromeții című regényében is megjelenik majd, megváltozott névvel.
1943 és 1945 között a román hadseregben szolgált, és ezt az élményt későbbi műveiben is leírja. 1945-ben a România liberă („Szabad Románia”) című újság lektora lett.
1949 és 1955 között írta a Moromeții című regény első kötetét, amelyet később meghatározó művének tekintettek.
1952-ben a Viaţa Românească („Román élet”) című folyóirat szerkesztője lett. 1956-ban Moromeții című regényéért megkapta az Állami Irodalmi Díjat. Egy évvel később, 1957-ben Preda Vietnámba és a kínai Pekingbe utazott.
1960 és 1961 között sokat olvasott, és külföldi irodalom román nyelvre való fordítását vállalta. Predát lenyűgözte William Faulkner, akivel prózája bizonyos rokonságot mutat. 1965-ben feleségével, Eta-val románra fordították Albert Camus A pestis című regényét. 1968-ban a Romániai Írószövetség alelnökévé választották, 1970-ben pedig a Cartea Românească („Román Könyv”) kiadó igazgatója lett, amelyet 1980-ban bekövetkezett hirtelen haláláig vezetett. 1970-ben Nicolae Gane-nel közösen lefordította Dosztojevszkij Démonok című regényét. Preda Marele singuratic („A nagy magányos”) című regénye 1971-ben elnyerte az Írószövetség díját.
Preda 1975-ös Delirul („Delírium”) című regénye Ion Antonescu román történelemben betöltött szerepének újragondolására tesz kísérletet, a szocialista Romániában újraéledő nacionalista büszkeség hátterében. Ebben Antonescu tragikus figuraként jelenik meg, aki együttműködött a náci Németországgal, mert úgy vélte, hogy ez az egyetlen módja Besszarábia visszaszerzésének. A regény első kiadása gyorsan elfogyott.
1974-ben lett a Román Akadémia levelező tagja, 1990-ben pedig posztumusz taggá léptették elő.
A Marele singuratic című regényének második kiadása 1976-ban jelent meg, 1977-ben pedig kiadta a Viața ca o pradă (Az élet mint préda) című átfogó önéletrajzi regényt, amelynek fő témája a művész lelkiismeretének kikristályosodása.
1980-ban jelent meg Marin Preda utolsó regénye, a Cel mai iubit dintre pământeni („A földiek legkedvesebbje”), amelyet a kommunizmus heves kritikájának tartanak. A regényt néhány rövid piaci megjelenés után kivonták az összes köz-, egyetemi és iskolai könyvtárból, valamint az összes könyvesboltból.
Egy szemtanú szerint Preda 1970-ben azt mondta Nicolae Ceaușescu elnöknek: „Ha be akarják vezetni a szocialista realizmust, én, Marin Preda, öngyilkos leszek.”. Az író azonban soha nem bírálta nyilvánosan a szocialista realizmust, és soha nem kételkedett a kommunista rendszer legitimitásában.

## Magánélete
1955-ben Preda feleségül vette Aurora Cornu költőt. Szerelmes leveleiket posztumusz tették közzé. 1959-ben elváltak.
Ezután feleségül vette Eta Vexlert, aki az 1970-es évek elején Franciaországba emigrált, és ezzel véget vetett házasságuknak.
Preda harmadszor is házasodva elvette Elena Mitev-et. A párnak két fia született, Nicolae és Alexandru.
1975 és 1980 között Bukarestben élt a Strada Pictor Alexandru Romano no. 21. szám alatt; a házban ma a szerzőnek szentelt emléktábla látható.

## Díjai
1971-ben a Román Kommunista Párt megalakulásának 50. évfordulója alkalmából a Román Szocialista Köztársaság Csillagrendjének 2. osztályú kitüntetését kapta „a szocializmus építésében szerzett különleges érdemeiért”.
Preda Moromeții című regényét 1956-ban állami irodalmi díjjal tüntették ki.

## Halála
1980. május 16-án Preda váratlanul meghalt a Mogoșoaia-palota írói kúriájában. A boncolás, amelyre 24 órával a halála után került sor, kimutatta, hogy vérében 3,5 BAC volt az alkoholtartalom, ami elég volt ahhoz, hogy kómába essen. A halál hivatalos oka fulladás volt.
Családja azt állítja, hogy hirtelen halála a Cel mai iubit dintre pământeni című regényének megjelenésével függött össze, és gyanús körülmények között következett be. A törvényszéki orvosszakértői jelentés szerint „Marin Preda erőszakos halálát mechanikai fulladás okozta, mivel alkoholos kómában puha tárggyal, esetleg ágyneművel eltömítette a légutakat”. Marin Predát a Bellu temetőben, az Írók sikátorában temették el.

## Tisztelete
- A bukaresti líceumot róla nevezték el Liceul Teoretic "Marin Preda"-nak.
- A székelyudvarhelyi líceumot is Liceul "Marin Preda"-nak hívják.
- A kisnikápolyi líceumot szintén Liceul "Marin Preda"-ra nevezték.
- A Bukaresti Fővárosi Könyvtár egyik fiókja az ő nevét viseli, Marin Preda Branch.
- Egy kolozsvári utca viseli a nevét, strada Marin Preda.
- Tordán is van strada Marin Preda.
- Nagyváradon is van strada Marin Preda.
- Mangaliában is van strada Marin Preda.
- Râmnicu Vâlcea városában is van strada Marin Preda.

A Román Nemzeti Bank 2012. augusztus 10-én, Marin Preda születésének 90. évfordulója alkalmából 10 lej névértékű ezüst emlékérmét bocsátott forgalomba. Az érme 500 példányban jelent meg.

## Válogatott művei
- 1948 – Întâlnirea din pământuri
- 1949 – Ana Roșculeț
- 1952 – Desfăşurarea
- 1955 – Moromeții
- 1956 – Ferestre întunecate
- 1959 – Îndrăzneala
- 1962 – Risipitorii
- 1967 – Moromeții, második rész
- 1968 – Intrusul
- 1972 – Imposibila întoarcere
- 1972 – Marele singuratic
- 1973 – Întâlnirea din pământuri
- 1975 – Delirul
- 1977 – Viața ca o pradă
- 1980 – Cel mai iubit dintre pământeni

### Magyarul megjelent
- Egy asszony felszabadul (Ana Roscule) – Révai, Budapest, 1950 · Fordította: Sipos Boldizsár
- Sorakozó (Desfăşurarea) – Irodalmi, Bukarest, 1955 · Fordította: Fáskerthy György
- A Moromete család (Moromeţii) – Irodalmi, Bukarest, 1961 · Fordította: Kormos Gyula · Illusztrálta: J. Perahim(wd)
- Pazarlók (Risipitorii) – Irodalmi, Bukarest, 1963 · Fordította: Fáskerthy György
- Martin Bormann (In: Egyszerű véletlenek : modern román drámák) – Európa, Budapest, 1967 · Fordította: Belia György, Domokos Sámuel
- Találkozás a földeken (Întîlnirea dintre pămînturi) – Ifjúsági, Bukarest, 1968 · Fordította: Huszár Sándor, Fáskerthy György, Forró László
- A kellemetlen ember (Intrusul) – Kriterion, Bukarest, 1970 · Fordította: Papp Ferenc
- A nagy magányos (Marele singuratic) – Irodalmi, Bukarest, 1961 · ISBN 9630702681 · Fordította: Keresztesi Éva

## Fordítás
- Ez a szócikk részben vagy egészben  a   Marin Preda című angol Wikipédia-szócikk fordításán alapul.  Az eredeti cikk szerkesztőit annak laptörténete sorolja fel. Ez a jelzés csupán a megfogalmazás eredetét és a szerzői jogokat jelzi, nem szolgál a cikkben szereplő információk forrásmegjelöléseként.